# Ronald DiPerna
Ronald J. DiPerna (Somerville, Massachusetts, 11 de fevereiro de 1947 – Princeton, 8 de janeiro de 1989) foi um matemático estadunidense. Trabalhou com equações diferenciais parciais não-lineares. Foi professor da Universidade da Califórnia em Berkeley.

## Vida e obra
DiPerna obteve um doutorado em 1972 no Instituto Courant de Ciências Matemáticas da Universidade de Nova Iorque, com a tese Global solutions to a class of nonlinear hyperbolic systems. Em seguida trabalhou na Universidade Brown, na Universidade de Michigan, na Universidade do Wisconsin e na Universidade Duke, sendo em 1985 professor da Universidade da Califórnia em Berkeley. Morreu com 41 anos de idade quando era pesquisador visitante no Instituto de Estudos Avançados de Princeton.
Trabalhou com equações diferenciais parciais não-lineares, em especial da hidrodinâmica e da teoria cinética dos gases. Desenvolveu o método do compacto compensado (compensated compactness). Desta forma provou a existência global de soluções fracas de equações da dinâmica dos gases, obtendo resultados sobre unicidade, regularidade e comportamento assintótico de soluções. Trabalhou com equações integro-diferenciais da teoria cinética dos gases (equação de transporte de Boltzmann) e sua variante em física do plasma, a equação de Vlasov, em cooperação com Pierre-Louis Lions, e singularidades em fluxo incompressível. Com Andrew Majda começou a estudar a partir de 1986 a equação de Euler em duas dimensões tendo vórtices como condições iniciais e investigar a existência no tempo de soluções globais (introdução do método da concentration-cancellation).
Foi bolsista Guggenheim e bolsista Sloan. Foi palestrante convidado (Invited Speaker) no Congresso Internacional de Matemáticos de 1986 em Berkeley (Compactness of solutions to nonlinear PDE).

## DiPerna Lectures
Em sua memória são apresentadas em Berkeley anualmente desde 1991 as DiPerna Lectures em matemática aplicada.
- 1991 Peter Lax
- 1992 Andrew Majda
- 1993 James Glimm
- 1994 Constantine Dafermos
- 1995 Luc Tartar
- 1996 Pierre-Louis Lions
- 1997 Cathleen Synge Morawetz
- 1998 Liu Tai-Ping
- 1999 Heinz-Otto Kreiss
- 2000 Eitan Tadmor
- 2001 Ciprian Foias, Kinetic Formulations of Conservation Laws
- 2002 Andrew Mark Stuart (Warwick University), Extracting Macroscopic Dynamics
- 2003 John Macleod Ball, The Regularity of Minimizers in Elasticity
- 2004 Benoit Perthame
- 2005 Charles Fefferman, Whitney's extension problem and its variants
- 2006 Alberto Bressan, Solutions to hyperbolic conservation laws and their approximations
- 2007 Zheng Yuxi (Pennsylvania State University), Multidimensional systems of conservation laws
- 2008 Gui-Qiang Chen (Northwestern University), Nonlinear Conservation Laws of Mixed Type in Mechanics and Geometry
- 2009 Andrew Majda, Applied and Theoretical Challenges for Multi-Scale Hyperbolic PDEs in the Tropics
- 2010 Lai-Sang Young, Mathematics of shear-induced Chaos
- 2011 Vladimir Rokhlin, A Randomized Approximate Nearest Neighbors Algorithm
- 2012 Emmanuel Candès, Exact Phase Retrieval via Convex Programming
- 2013 Alan Newell, Phyllotaxis as a pattern forming front
- 2014 Takis Souganidis, Stochastic homogenization
- 2015 Vladimír Šverák, PDE aspects of 2d incompressible flows

## Obras
- Global solutions to a class of nonlinear hyperbolic systems of equations, Comm. Pure Appl. Math. 26 (1973), 1–28
- Existence in the large for quasilinear hyperbolic conservation laws, Arch. Rational Mech. Anal. 52 (1973), 244–257
- Uniqueness of solutions to hyperbolic conservation laws, Indiana Univ. Math. J. 28 (1979), 137–188.
- Convergence of approximate solutions to conservation laws, Arch. Rational Mech. Anal. 82 (1983), 27–70.
- Convergence of the viscosity method for isentropic gas dynamics, Comm. Math. Phys. 91 (1983), 1–30, Online
- Measure-valued solutions to conservation laws, Arch. Rational Mech. Anal. 88 (1985), 223–270.
- Compensated Compactness and general systems of Conservation Laws, Transactions AMS, 292, 1985, 383-420
- com Pierre-Louis Lions Global weak solutions of Vlasov-Maxwell systems, Comm. Pure Applied Math., 42, 1989, 729-757
- com Pierre-Louis Lions On the Cauchy problem for Boltzmann equations: global existence and weak stability, Annals of Mathematics, 130, 1989, 321-366
- com Lions: Ordinary differential equations, Sobolev spaces and transport theory, Inventiones Mathematicae, 98, 1989, 511-547